# 4259 McCoy
4259 McCoy је астероид главног астероидног појаса са средњом удаљеношћу од Сунца која износи 2,892 астрономских јединица (АЈ).
Апсолутна магнитуда астероида је 12,6.